# Финал Кубка Стэнли 2016
Финал Кубка Стэнли 2016 — решающая серия розыгрыша плей-офф Кубка Стэнли в сезоне Национальной хоккейной лиги 2015/2016 годов. В финале принимали участие чемпионы Восточной и Западной конференций, «Питтсбург Пингвинз» и «Сан-Хосе Шаркс» соответственно. Серия стартовала 30 мая на домашней площадке «Питтсбурга» и завершилась 12 июня победой «Пингвинз» в шестом матче. Обладателем Конн Смайт Трофи стал капитан «Питтсбург Пингвинз» Сидни Кросби.

## Формат финала
Финальная серия состоит максимум из семи игр и ведётся до четырёх побед, в формате Д-Д-Г-Г-Д-Г-Д. Преимущество домашней площадки получает команда, занявшая наивысшее место в лиге по итогам регулярного чемпионата.

## Путь к финалу

### Питтсбург Пингвинз
| М | Команда                | И  | В  | П  | ПО | ВОО | ШЗ  | ШП  | РШ  | Очки |
| - | ---------------------- | -- | -- | -- | -- | --- | --- | --- | --- | ---- |
| 1 | p — Вашингтон Кэпиталз | 82 | 56 | 18 | 8  | 52  | 252 | 193 | +59 | 120  |
| 2 | Питтсбург Пингвинз     | 82 | 48 | 26 | 8  | 44  | 245 | 203 | +42 | 104  |
| 3 | Нью-Йорк Рейнджерс     | 82 | 46 | 27 | 9  | 43  | 236 | 217 | +19 | 101  |
| 4 | Нью-Йорк Айлендерс     | 82 | 45 | 27 | 10 | 40  | 232 | 216 | +16 | 100  |
| 5 | Филадельфия Флайерз    | 82 | 41 | 27 | 14 | 38  | 214 | 218 | -4  | 96   |
| 6 | Каролина Харрикейнз    | 82 | 35 | 31 | 16 | 33  | 198 | 226 | -28 | 86   |
| 7 | Нью-Джерси Девилз      | 82 | 38 | 36 | 8  | 36  | 184 | 208 | -24 | 84   |
| 8 | Коламбус Блю Джекетс   | 82 | 34 | 40 | 8  | 28  | 219 | 252 | -33 | 76   |

По итогам регулярного чемпионата «Питтсбург» занял 2-е место в Столичном дивизионе вслед за «Вашингтон Кэпиталз», набрав 104 очка (48 побед, 26 поражений, 8 поражений в овертайме)
В первом раунде «Пингвинз» обыграли «Нью-Йорк Рейнджерс» в пяти матчах. В следующем раунде в шести матчах был обыгран обладатель Президентского кубка, «Вашингтон Кэпиталз». В финале конференции, «пингвины» в семи матчах победили «Тампу».
Этот финал для «Питтсбург Пингвинз» является пятым в истории. Клуб уже имеет в своём активе три Кубка Стэнли, последний из которых был выигран в 2009 году.

### Сан-Хосе Шаркс
| М | Команда            | И  | В  | П  | ПО | ВОО | ШЗ  | ШП  | РШ  | Очки |
| - | ------------------ | -- | -- | -- | -- | --- | --- | --- | --- | ---- |
| 1 | y — Анахайм Дакс   | 82 | 46 | 25 | 11 | 43  | 218 | 192 | +26 | 103  |
| 2 | Лос-Анджелес Кингз | 82 | 48 | 28 | 6  | 46  | 225 | 195 | +30 | 102  |
| 3 | Сан-Хосе Шаркс     | 82 | 46 | 30 | 6  | 42  | 241 | 210 | +31 | 98   |
| 4 | Аризона Койотис    | 82 | 35 | 39 | 8  | 34  | 209 | 245 | -36 | 78   |
| 5 | Калгари Флэймз     | 82 | 35 | 40 | 7  | 33  | 231 | 260 | -29 | 77   |
| 6 | Ванкувер Кэнакс    | 82 | 31 | 38 | 13 | 26  | 191 | 243 | -52 | 75   |
| 7 | Эдмонтон Ойлерз    | 82 | 31 | 43 | 8  | 27  | 203 | 245 | -42 | 70   |

По итогам регулярного чемпионата «Сан-Хосе» с 98 очками (46 побед, 30 поражений, 6 поражений в овертайме) занял 3-е место в Тихоокеанском дивизионе, пропустив вперёд «Анахайм Дакс» и «Лос-Анджелес Кингз».
В первом раунде «Шаркс» в пяти матчах обыграли другую команду из Калифорнии, «Лос-Анджелес Кингз». Во втором раунде в семи матчах был обыгран «Нэшвилл Предаторз», а в финале Западной конференции «акулы» в 6-матчевой серии одержали победу над «Сент-Луис Блюз».
«Сан-Хосе Шаркс» ранее никогда не участвовали в финале Кубка Стэнли.

### Результаты матчей в регулярном чемпионате
| 21.11.2015         | \| Питтсбург Пингвинз \| 1 : 3 (0:1, 1:1, 0:1) протокол \| Сан-Хосе Шаркс \| \| Фил Кессел — 28:38 \| Голы \| 07:54 — Брент Бёрнс 33:06 — Брент Бёрнс 48:27 — Пол Мартин \| | Консол Энерджи-центр                                       |
| Питтсбург Пингвинз | 1 : 3 (0:1, 1:1, 0:1) протокол | Сан-Хосе Шаркс                                             |
| Фил Кессел — 28:38 | Голы | 07:54 — Брент Бёрнс 33:06 — Брент Бёрнс 48:27 — Пол Мартин |

| 01.12.2015           | \| Сан-Хосе Шаркс \| 1 : 5 (0:1, 1:2, 0:2) протокол \| Питтсбург Пингвинз \| \| Патрик Марло — 35:35 \| Голы \| 02:30 — Фил Кессел 24:40 — Мэтт Каллен 26:35 — Евгений Малкин 48:24 — Дэвид Перрон 55:54 — Фил Кессел \| | SAP-центр в Сан-Хосе                                                                                  |
| Сан-Хосе Шаркс       | 1 : 5 (0:1, 1:2, 0:2) протокол | Питтсбург Пингвинз                                                                                    |
| Патрик Марло — 35:35 | Голы | 02:30 — Фил Кессел 24:40 — Мэтт Каллен 26:35 — Евгений Малкин 48:24 — Дэвид Перрон 55:54 — Фил Кессел |

### Плей-офф
| Восточная конференция |          |                    |            |                                             |
| Стадия                | Соперник | Соперник           | Общий счёт | Результаты игр                              |
| 1-й раунд             | С3       | Нью-Йорк Рейнджерс | 4 : 1      | 5:2, 2:4, 3:1, 5:0, 6:3                     |
| 2-й раунд             | С1       | Вашингтон Кэпиталз | 4 : 2      | 3:4 (ОТ), 2:1, 3:2, 3:2 (ОТ), 1:3, 4:3 (ОТ) |
| финал конференции     | А2       | Тампа-Бэй Лайтнинг | 4 : 3      | 1:3, 3:2 (ОТ), 4:2, 3:4, 3:4 (ОТ), 5:2, 2:1 |

| Западная конференция |          |                    |            |                                              |
| Стадия               | Соперник | Соперник           | Общий счёт | Результаты игр                               |
| 1-й раунд            | Т2       | Лос-Анджелес Кингз | 4 : 1      | 4:3, 2:1, 1:2 (ОТ), 3:2, 6:3                 |
| 2-й раунд            | УК       | Нэшвилл Предаторз  | 4 : 3      | 5:2, 3:2, 1:4, 3:4 (3ОТ), 5:1, 3:4 (ОТ), 5:0 |
| финал конференции    | Ц2       | Сент-Луис Блюз     | 4 : 2      | 1:2, 4:0, 3:0, 3:6, 6:3, 5:2                 |

## Арены
| Питтсбург            | Консол Энерджи-центр SAP-центр в Сан-ХосеАрены финала Кубка Стэнли 2016 | Сан-Хосе             |
| Консол Энерджи-центр | Консол Энерджи-центр SAP-центр в Сан-ХосеАрены финала Кубка Стэнли 2016 | SAP-центр в Сан-Хосе |
| Вместимость: 18 387  | Консол Энерджи-центр SAP-центр в Сан-ХосеАрены финала Кубка Стэнли 2016 | Вместимость: 17 562  |
|                      | Консол Энерджи-центр SAP-центр в Сан-ХосеАрены финала Кубка Стэнли 2016 |                      |

## Ход серии
Начало матчей указано по Североамериканскому восточному времени (UTC-4).

### Матч № 1
| 30 мая 2016 20:00 | Питтсбург Пингвинз | 3 : 2 (2:0, 0:2, 1:0) | Сан-Хосе Шаркс | Консол Энерджи-центр Зрителей: 18 596 |

| Отчёт | Отчёт               | Отчёт                                                                                       | Отчёт        | Отчёт                                                                      |
| --- | ------------------- | ------------------------------------------------------------------------------------------- | ------------ | -------------------------------------------------------------------------- |
| |                     |                                                                                             |              |                                                                            |
| | Мэтт Мюррей         | Вратари                                                                                     | Мартин Джонс | Судьи: Дэн О’Хэллоран Дэн О’Рурк Линейные судьи: Дерек Амелл Джонни Мюррей |
| | Голы:               |                                                                                             |              | Судьи: Дэн О’Хэллоран Дэн О’Рурк Линейные судьи: Дерек Амелл Джонни Мюррей |
| Брайан Раст — 12:46 (Дж. Шульц, К. Кунитц) Конор Шири — 13:48 (С. Кросби, О. Мяяття) Ник Бонино — 57:27 (К. Летанг, К. Хагелин) | 1:0 2:0 2:1 2:2 3:2 | 23:02 — Томаш Гертл (бол.) (Й. Донской, Б. Бёрнс) 38:12 — Патрик Марло (Б. Бёрнс, Л. Кутюр) |              | Судьи: Дэн О’Хэллоран Дэн О’Рурк Линейные судьи: Дерек Амелл Джонни Мюррей |
| |                     |                                                                                             |              | Судьи: Дэн О’Хэллоран Дэн О’Рурк Линейные судьи: Дерек Амелл Джонни Мюррей |
| |                     |                                                                                             |              | Судьи: Дэн О’Хэллоран Дэн О’Рурк Линейные судьи: Дерек Амелл Джонни Мюррей |
| |                     |                                                                                             |              | Судьи: Дэн О’Хэллоран Дэн О’Рурк Линейные судьи: Дерек Амелл Джонни Мюррей |
| 6 мин | Штраф               | 8 мин                                                                                       |              | Судьи: Дэн О’Хэллоран Дэн О’Рурк Линейные судьи: Дерек Амелл Джонни Мюррей |
| |                     |                                                                                             |              |                                                                            |
| | 41                  | Броски                                                                                      | 26           |                                                                            |

Счёт в матче был открыт в середине первого периода игроком «Питтсбурга» Брайаном Растом. Через минуту «пингвины» удвоили разрыв в счёте благодаря голу Конора Шири. В дебюте второго периода «Шаркс» отыгрывают одну шайбу, забив гол в большинстве, а под занавес второй двадцатиминутки сравнивают счёт в матче. За две с половиной минуты до конца основного времени матча, Ник Бонино выводит хозяев вперёд и устанавливает окончательный счёт встречи — 3:2 в пользу «Питтсбург Пингвинз».
Счёт в серии: 1—0 в пользу «Питтсбурга»

### Матч № 2
| 1 июня 2016 20:00 | Питтсбург Пингвинз | 2 : 1 (ОТ) (0:0, 1:0, 0:1, 1:0) | Сан-Хосе Шаркс | Консол Энерджи-центр Зрителей: 18 655 |

| Отчёт                                                                                | Отчёт       | Отчёт                                      | Отчёт        | Отчёт                                                                       |
| ------------------------------------------------------------------------------------ | ----------- | ------------------------------------------ | ------------ | --------------------------------------------------------------------------- |
|                                                                                      |             |                                            |              |                                                                             |
|                                                                                      | Мэтт Мюррей | Вратари                                    | Мартин Джонс | Судьи: Уэс Макколи Келли Сазерленд Линейные судьи: Пьер Расико Брайан Мёрфи |
|                                                                                      | Голы:       |                                            |              | Судьи: Уэс Макколи Келли Сазерленд Линейные судьи: Пьер Расико Брайан Мёрфи |
| Фил Кессел — 28:20 (Н. Бонино, К. Хагелин) Конор Шири — 62:25 (К. Летанг, С. Кросби) | 1:0 1:1 2:1 | 55:55 — Джастин Браун (Л. Кутюр, Дж. Уорд) |              | Судьи: Уэс Макколи Келли Сазерленд Линейные судьи: Пьер Расико Брайан Мёрфи |
|                                                                                      |             |                                            |              | Судьи: Уэс Макколи Келли Сазерленд Линейные судьи: Пьер Расико Брайан Мёрфи |
|                                                                                      |             |                                            |              | Судьи: Уэс Макколи Келли Сазерленд Линейные судьи: Пьер Расико Брайан Мёрфи |
|                                                                                      |             |                                            |              | Судьи: Уэс Макколи Келли Сазерленд Линейные судьи: Пьер Расико Брайан Мёрфи |
| 2 мин                                                                                | Штраф       | 4 мин                                      |              | Судьи: Уэс Макколи Келли Сазерленд Линейные судьи: Пьер Расико Брайан Мёрфи |
|                                                                                      |             |                                            |              |                                                                             |
|                                                                                      | 30          | Броски                                     | 22           |                                                                             |

В середине первого периода нападающий «Питтсбурга» Фил Кессел открыл счёт в матче. Гости смогли отыграться за 4 минуты до конца основного времени благодаря голу защитника Джастина Брауна. Матч перешёл в дополнительное время, где новичок «пингвинов» Конор Шири принёс победу своей команде.
Счёт в серии: 2—0 в пользу «Питтсбурга»

### Матч № 3
| 4 июня 2016 20:00 | Сан-Хосе Шаркс | 3 : 2 (ОТ) (1:1, 0:1, 1:0, 1:0) | Питтсбург Пингвинз | SAP-центр в Сан-Хосе Зрителей: 17 562 |

| Отчёт | Отчёт             | Отчёт                                                                | Отчёт       | Отчёт                                                                      |
| --- | ----------------- | -------------------------------------------------------------------- | ----------- | -------------------------------------------------------------------------- |
| |                   |                                                                      |             |                                                                            |
| | Мартин Джонс      | Вратари                                                              | Мэтт Мюррей | Судьи: Дэн О’Хэллоран Дэн О’Рурк Линейные судьи: Дерек Амелл Джонни Мюррей |
| | Голы:             |                                                                      |             | Судьи: Дэн О’Хэллоран Дэн О’Рурк Линейные судьи: Дерек Амелл Джонни Мюррей |
| Джастин Браун — 09:34 (Дж. Торнтон, М.-Э. Власик) Джоэл Уорд — 48:48 (Й. Донской, Дж. Торнтон) Йоонас Донской — 72:18 (К. Тирни) | 0:1 :1 1:2 :2 3:2 | 05:29 — Бен Лавджой 39:07 — Патрик Хёрнквист (Б. Лавджой, О. Мяяття) |             | Судьи: Дэн О’Хэллоран Дэн О’Рурк Линейные судьи: Дерек Амелл Джонни Мюррей |
| |                   |                                                                      |             | Судьи: Дэн О’Хэллоран Дэн О’Рурк Линейные судьи: Дерек Амелл Джонни Мюррей |
| |                   |                                                                      |             | Судьи: Дэн О’Хэллоран Дэн О’Рурк Линейные судьи: Дерек Амелл Джонни Мюррей |
| |                   |                                                                      |             | Судьи: Дэн О’Хэллоран Дэн О’Рурк Линейные судьи: Дерек Амелл Джонни Мюррей |
| 2 мин | Штраф             | 6 мин                                                                |             | Судьи: Дэн О’Хэллоран Дэн О’Рурк Линейные судьи: Дерек Амелл Джонни Мюррей |
| |                   |                                                                      |             |                                                                            |
| | 26                | Броски                                                               | 42          |                                                                            |

Счёт в матче был открыт на шестой минуте первого периода защитником «Пингвинз» Беном Лавджоем. Хозяева смогли отыграться спустя 4 минуты, автором гола стал Джастин Браун. Менее чем за минуту до конца второго периода Патрик Хёрнквист подправил бросок Лавджоя и снова вывел «пингвинов» вперёд. В середине третьего периода Джоэл Уорд делает счёт равным. В основное время голов больше забито не было и игра перешла в дополнительное время. На 13-й минуте овертайма Йоонас Донской, выкатившись из-за ворот, точно пробил под перекладину и принёс первую победу «Сан-Хосе» в финале.
Счёт в серии: 2—1 в пользу «Питтсбурга»

### Матч № 4
| 6 июня 2016 20:00 | Сан-Хосе Шаркс | 1 : 3 (0:1, 0:1, 1:1) | Питтсбург Пингвинз | SAP-центр в Сан-Хосе Зрителей: 17 562 |

| Отчёт                                         | Отчёт           | Отчёт | Отчёт       | Отчёт                                                                       |
| --------------------------------------------- | --------------- | --- | ----------- | --------------------------------------------------------------------------- |
|                                               |                 | |             |                                                                             |
|                                               | Мартин Джонс    | Вратари | Мэтт Мюррей | Судьи: Уэс Макколи Келли Сазерленд Линейные судьи: Брайан Мёрфи Пьер Расико |
|                                               | Голы:           | |             | Судьи: Уэс Макколи Келли Сазерленд Линейные судьи: Брайан Мёрфи Пьер Расико |
| Мелкер Карлссон — 48:07 (К. Тирни, Б. Диллон) | 0:1 0:2 1:2 1:3 | 07:36 — Иэн Коул (Ф. Кессел, Е. Малкин) 22:37 — Евгений Малкин (бол.) (Ф. Кессел, К. Летанг) 57:58 — Эрик Фер (К. Хагелин, О. Мяяття) |             | Судьи: Уэс Макколи Келли Сазерленд Линейные судьи: Брайан Мёрфи Пьер Расико |
|                                               |                 | |             | Судьи: Уэс Макколи Келли Сазерленд Линейные судьи: Брайан Мёрфи Пьер Расико |
|                                               |                 | |             | Судьи: Уэс Макколи Келли Сазерленд Линейные судьи: Брайан Мёрфи Пьер Расико |
|                                               |                 | |             | Судьи: Уэс Макколи Келли Сазерленд Линейные судьи: Брайан Мёрфи Пьер Расико |
| 4 мин                                         | Штраф           | 4 мин |             | Судьи: Уэс Макколи Келли Сазерленд Линейные судьи: Брайан Мёрфи Пьер Расико |
|                                               |                 | |             |                                                                             |
|                                               | 24              | Броски | 20          |                                                                             |

Перед стартом матча, гимн США исполнила группа «Metallica» в стиле метал. Первый гол в матче был забит на 8-й минуте 1-го периода защитником «Пингвинз» Иэном Коулом. В дебюте 2-го периода Евгений Малкин замкнул прострельную передачу от Фила Кессела и удвоил преимущество «Питтсбурга». В середине 3-го периода игрокам «Сан-Хосе» удалось сократить счёт в матче до минимального, однако за две минуты до сирены, Эрик Фер забивает третью шайбу «пингвинов» в матче и приносит своему клубу победу со счётом 3:1.
Счёт в серии: 3—1 в пользу «Питтсбурга»

### Матч № 5
| 9 июня 2016 20:00 | Питтсбург Пингвинз | 2 : 4 (2:3, 0:0, 0:1) | Сан-Хосе Шаркс | Консол Энерджи-центр Зрителей: 18 680 |

| Отчёт                                                                                 | Отчёт                   | Отчёт | Отчёт        | Отчёт                                                                      |
| ------------------------------------------------------------------------------------- | ----------------------- | --- | ------------ | -------------------------------------------------------------------------- |
|                                                                                       |                         | |              |                                                                            |
|                                                                                       | Мэтт Мюррей             | Вратари | Мартин Джонс | Судьи: Дэн О’Рурк Дэн О’Хэллоран Линейные судьи: Дерек Амелл Джонни Мюррей |
|                                                                                       | Голы:                   | |              | Судьи: Дэн О’Рурк Дэн О’Хэллоран Линейные судьи: Дерек Амелл Джонни Мюррей |
| Евгений Малкин (бол.) — 04:44 (Ф. Кессел, К. Летанг) Карл Хагелин — 05:06 (Н. Бонино) | 0:1 0:2 1:2 2:2 2:3 2:4 | 01:04 — Брент Бёрнс (М. Карлссон, Л. Кутюр) 02:53 — Логан Кутюр (Дж. Браун) 14:47 — Мелкер Карлссон (Л. Кутюр, Б. Диллон) 58:40 — Джо Павелски (п.в.) (Дж. Торнтон) |              | Судьи: Дэн О’Рурк Дэн О’Хэллоран Линейные судьи: Дерек Амелл Джонни Мюррей |
|                                                                                       |                         | |              | Судьи: Дэн О’Рурк Дэн О’Хэллоран Линейные судьи: Дерек Амелл Джонни Мюррей |
|                                                                                       |                         | |              | Судьи: Дэн О’Рурк Дэн О’Хэллоран Линейные судьи: Дерек Амелл Джонни Мюррей |
|                                                                                       |                         | |              | Судьи: Дэн О’Рурк Дэн О’Хэллоран Линейные судьи: Дерек Амелл Джонни Мюррей |
| 6 мин                                                                                 | Штраф                   | 8 мин |              | Судьи: Дэн О’Рурк Дэн О’Хэллоран Линейные судьи: Дерек Амелл Джонни Мюррей |
|                                                                                       |                         | |              |                                                                            |
|                                                                                       | 46                      | Броски | 22           |                                                                            |

Спустя всего три минуты после начала матча, «Сан-Хосе» уже вёл со счётом 2:0 благодаря быстрым голам Брента Бёрнса и Логана Кутюра. После чего «Питтсбург» полностью завладел инициативой в матче и на пятой минуте первого периода смог сократить счёт усилиями Евгения Малкина, реализовавшего большинство, а в следующей же атаке Карл Хагелин сравнял счёт. За 5 минут до конца первой двадцатиминутки хоккеисты из Сан-Хосе организовали атаку в зоне «Пингвинз» и смогли снова выйти вперёд в счёте, автором гола стал Мелкер Карлссон. На протяжении оставшихся двух периодов «пингвины» постоянно атаковали, создавая множество опасных моментов, однако оборонительные действия игроков «Шаркс» и уверенная игра на последнем рубеже Мартина Джонса не позволили сопернику сравнять счёт. В концовке основного времени матча Джо Павелски поразил пустые ворота «Питтсбурга» и гарантировал «акулам» победу в пятом матче серии. Голкипер «Сан-Хосе Шаркс» Мартин Джонс совершил 44 сэйва, что стало новым рекордом НХЛ по количеству отражённых бросков в одном матче финальной серии.
Счёт в серии: 3—2 в пользу «Питтсбурга»

### Матч № 6
| 12 июня 2016 20:00 | Сан-Хосе Шаркс | 1 : 3 (0:1, 1:1, 0:1) | Питтсбург Пингвинз | SAP-центр в Сан-Хосе Зрителей: 17 562 |

| Отчёт                                       | Отчёт          | Отчёт | Отчёт       | Отчёт                                                                       |
| ------------------------------------------- | -------------- | --- | ----------- | --------------------------------------------------------------------------- |
|                                             |                | |             |                                                                             |
|                                             | Мартин Джонс   | Вратари | Мэтт Мюррей | Судьи: Уэс Макколи Келли Сазерленд Линейные судьи: Брайан Мёрфи Пьер Расико |
|                                             | Голы:          | |             | Судьи: Уэс Макколи Келли Сазерленд Линейные судьи: Брайан Мёрфи Пьер Расико |
| Логан Кутюр — 26:27 (М. Карлссон, Б. Бёрнс) | 0:1 :1 1:2 1:3 | 08:16 — Брайан Дюмулин (бол.) (Дж. Шульц, К. Кунитц) 27:46 — Крис Летанг (С. Кросби, К. Шири) 58:58 — Патрик Хёрнквист (п.в.) (С. Кросби) |             | Судьи: Уэс Макколи Келли Сазерленд Линейные судьи: Брайан Мёрфи Пьер Расико |
|                                             |                | |             | Судьи: Уэс Макколи Келли Сазерленд Линейные судьи: Брайан Мёрфи Пьер Расико |
|                                             |                | |             | Судьи: Уэс Макколи Келли Сазерленд Линейные судьи: Брайан Мёрфи Пьер Расико |
|                                             |                | |             | Судьи: Уэс Макколи Келли Сазерленд Линейные судьи: Брайан Мёрфи Пьер Расико |
| 4 мин                                       | Штраф          | 4 мин |             | Судьи: Уэс Макколи Келли Сазерленд Линейные судьи: Брайан Мёрфи Пьер Расико |
|                                             |                | |             |                                                                             |
|                                             | 19             | Броски | 27          |                                                                             |

Счёт был открыт на 9-й минуте матча защитником «Питтсбурга» Брайаном Дюмулином, реализовавшим большинство. На 27-й минуте Логан Кутюр сравнял счёт, но уже в следующей же атаке Крис Летанг снова выводит гостей вперёд. За полторы минуты до финальной серены «Сан-Хосе» меняет вратаря на шестого полевого игрока, но пропускает гол в пустые ворота. «Питтсбург» побеждает в матче со счётом 3:1 и выигрывает 4-й Кубок Стэнли в своей истории. Самым ценным игроком плей-офф был признан капитан «Пингвинз» Сидни Кросби.
Итог серии: победа «Питтсбурга» со счётом 4—2
| Обладатель Кубка Стэнли 2016       |
| ---------------------------------- |
| Питтсбург Пингвинз четвёртый титул |

## Составы команд

### Питтсбург Пингвинз
| Вратари    |                |                    |                   |                     |
| Номер      | Страна         | Имя                | Дата рождения     | Участие в финале    |
| 29         | Флаг Канады    | Марк-Андре Флёри   | 28 ноября, 1984   | третье (2008, 2009) |
| 30         | Флаг Канады    | Мэтт Мюррей        | 25 мая, 1994      | первое              |
| Защитники  |                |                    |                   |                     |
| Номер      | Страна         | Имя                | Дата рождения     | Участие в финале    |
| 3          | Флаг Финляндии | Олли Мяяття        | 22 августа, 1994  | первое              |
| 4          | Флаг Канады    | Джастин Шульц      | 6 июля, 1990      | первое              |
| 8          | Флаг США       | Брайан Дюмулин     | 6 сентября, 1991  | первое              |
| 12         | Флаг США       | Бен Лавджой        | 20 февраля, 1984  | первое              |
| 28         | Флаг США       | Иэн Коул           | 21 февраля, 1989  | первое              |
| 58         | Флаг Канады    | Крис Летанг        | 24 апреля, 1987   | третье (2008, 2009) |
| Нападающие |                |                    |                   |                     |
| Номер      | Страна         | Имя                | Дата рождения     | Участие в финале    |
| 7          | Флаг США       | Мэтт Каллен        | 2 ноября, 1976    | второе (2006)       |
| 13         | Флаг США       | Ник Бонино         | 20 апреля, 1988   | первое              |
| 14         | Флаг Канады    | Крис Кунитц — А    | 26 сентября, 1979 | третье (2007, 2009) |
| 16         | Флаг США       | Эрик Фер           | 7 сентября, 1985  | первое              |
| 17         | Флаг США       | Брайан Раст        | 11 мая, 1992      | первое              |
| 34         | Флаг Германии  | Том Кюнхакль       | 21 января, 1992   | первое              |
| 43         | Флаг США       | Конор Шири         | 6 августа, 1992   | первое              |
| 62         | Флаг Швеции    | Карл Хагелин       | 23 августа, 1988  | второе (2014)       |
| 71         | Флаг России    | Евгений Малкин — А | 31 июля, 1986     | третье (2008, 2009) |
| 72         | Флаг Швеции    | Патрик Хёрнквист   | 1 января, 1987    | первое              |
| 81         | Флаг США       | Фил Кессел         | 2 октября, 1987   | первое              |
| 87         | Флаг Канады    | Сидни Кросби — К   | 7 августа, 1987   | третье (2008, 2009) |

### Сан-Хосе Шаркс
| Вратари    |                |                   |                  |                     |
| Номер      | Страна         | Имя               | Дата рождения    | Участие в финале    |
| 31         | Флаг Канады    | Мартин Джонс      | 10 января 1990   | второе (2014)       |
| 34         | Флаг Канады    | Джеймс Раймер     | 15 марта 1988    | первое              |
| Защитники  |                |                   |                  |                     |
| Номер      | Страна         | Имя               | Дата рождения    | Участие в финале    |
| 4          | Флаг Канады    | Брэнден Диллон    | 13 ноября, 1990  | первое              |
| 7          | Флаг США       | Пол Мартин        | 5 марта 1981     | первое              |
| 44         | Флаг Канады    | Марк-Эдуар Власик | 30 марта 1987    | первое              |
| 46         | Флаг Чехии     | Роман Полак       | 28 апреля 1986   | первое              |
| 61         | Флаг США       | Джастин Браун     | 10 февраля 1987  | первое              |
| 88         | Флаг Канады    | Брент Бёрнс       | 9 марта 1985     | первое              |
| Нападающие |                |                   |                  |                     |
| Номер      | Страна         | Имя               | Дата рождения    | Участие в финале    |
| 8          | Флаг США       | Джо Павелски — К  | 11 июля 1984     | первое              |
| 9          | Флаг Литвы     | Дайнюс Зубрус     | 16 июня 1978     | третье (1997, 2012) |
| 12         | Флаг Канады    | Патрик Марло      | 15 сентября 1979 | первое              |
| 16         | Флаг Канады    | Ник Сполинг       | 19 сентября 1988 | первое              |
| 19         | Флаг Канады    | Джо Торнтон — А   | 2 июля 1979      | первое              |
| 27         | Флаг Финляндии | Йоонас Донской    | 13 апреля 1992   | первое              |
| 39         | Флаг Канады    | Логан Кутюр — А   | 28 марта 1989    | первое              |
| 42         | Флаг Канады    | Джоэл Уорд        | 2 декабря 1980   | первое              |
| 48         | Флаг Чехии     | Томаш Гертл       | 12 ноября 1993   | первое              |
| 50         | Флаг Канады    | Крис Тирни        | 1 июля 1994      | первое              |
| 57         | Флаг США       | Томми Уинглз      | 12 апреля 1988   | первое              |
| 68         | Флаг Швеции    | Мелкер Карлссон   | 18 июля 1990     | первое              |
| 83         | Флаг США       | Мэтт Ньето        | 5 ноября 1992    | первое              |

## Обладатели Кубка Стэнли 2016
Указаны игроки, тренеры и сотрудники фронт-офиса, чьи имена выгравированы на Кубке Стэнли

| Вратари: - 29 Марк-Андре Флёри - 30 Мэтт Мюррей - 37 Джефф Заткофф | Защитники: - 3 Олли Мяяття - 4 Джастин Шульц - 6 Тревор Дэйли - 8 Брайан Дюмулин - 12 Бен Лавджой - 28 Иэн Коул - 58 Крис Летанг | Крайние нападающие: - 9 Паскаль Дюпюи - 14 Крис Кунитц — А - 16 Эрик Фер - 17 Брайан Раст - 34 Том Кюнхакль - 43 Конор Шири - 62 Карл Хагелин - 72 Патрик Хёрнквист - 81 Фил Кессел | Центральные нападающие: - 7 Мэтт Каллен - 11 Кевин Портер - 23 Ник Бонино - 71 Евгений Малкин — А - 87 Сидни Кросби — К | Главный тренер: - Майк Салливан Ассистенты: - Жак Мартен - Рик Токкет Тренеры: - Майк Бэйлс - Марк Рекки | Генеральный менеджер: - Джим Рутерфорд Ассистенты: - Джейсон Боттерилл - Билл Герин | Владельцы: - Марио Лемьё - Рональд Беркл - Уильям Кэсслинг Президент: - Дэвид Морхаус |

### Комментарии
1. ↑  Не участвовал в матче № 2
2. ↑  Не участвовал в матчах № 3, № 4, № 5, № 6
3. ↑  Не участвовал в матче № 1
4. ↑  Провёл 14 матчей в регулярном чемпионате и еще в 59 был заявлен в качестве второго голкипера
5. ↑  Провёл 53 матча в регулярном чемпионате и 15 в плей-офф. Не участвовал в финале из-за травмы
6. ↑  Завершил карьеру 8 декабря 2015 года. Имя игрока нанесено на Кубок по просьбе клуба
7. ↑  Провёл в регулярном чемпионате 41 матч. Не участвовал в плей-офф из-за травмы